# 佐伯康子
佐伯 康子（さえき やすこ、1955年 - ）は、日本の国際政治学者、慶應義塾大学SFC研究所 上席所員、日本政治法律学会 理事、清和大学法学部元教授。専門は国際政治学、アメリカ外交、オセアニア地域研究。
兵庫県西宮市生まれ。私立聖心女子学院中等科・高等科、1978年慶應義塾大学法学部政治学科を卒業。1982年3月同大学院法学研究科修士課程修了、1987年同博士課程単位取得満期退学。名古屋明徳短期大学英語学科専任講師（1989-1992年）、同助教授（1993-95年）、清和大学法学部助教授（1995-98年）を経て、1998年より現職。
この間、1982年から85年までオーストラリア・ニューサウスウェールズ大学日本経済経営研究センター訪問研究員を務める。
日本テニス協会の公認プロテニスプレーヤーでもある。

## 著書

### 学術論文
- 「オーストラリアの外交の変遷――『自立』への模策（上・下）」『外交時報』1242／1243号（1987年）
- "Characteristice & Changes in Australian Diplomacy"『名古屋明徳短期大学紀要』1号（1990年）
- 「海軍の南進と南洋興発（1920～1936）――南洋群島委任統治から『国策の基準』まで」『法学研究』65巻2号（1992年）
- 「砂糖王 松江春次論」『名古屋明徳短期大学紀要』3号（1992年）
- 「北マリアナ諸島史」『名古屋明徳短期大学紀要』4号（1993年）
- 「海軍の南進と南洋興発2（1936～1941）――『国策の基準』以降，太平洋戦争勃発まで」『名古屋明徳短期大学紀要』5号（1994年）
- 「ケネディ政権下のミクロネシア政策」『清和法学研究』3巻2号（1997年）
- 「ジョンソン政権下のミクロネシア政策」『清和法学研究』4巻2号（1997年）
- 「ニクソン政権下のミクロネシア政策」『清和法学研究』5巻2号（1998年）
- 「海軍の南進と南洋興発（1914～1930）」『法政論集』第36巻2号（2000年）
- 「米国アジア太平洋政策における『戦略地区概念』とミクロネシア」『清和法学研究』7巻2号（2000年）
- 「19世紀アメリカのアイルランド人――祖国から追放された人々」『清和法学研究』9巻2号（2002年）
- 「戦後アメリカ外交と三人のアイリッシュ・アメリカン――ケナン，フォレスタルそしてドノバン」『清和法学研究』10巻2号（2003年）
- 「アメリカ社会の頂点にたったアイリッシュ――ケネディ一族」『清和法学研究』11巻1号（2004年）
- 「ニクソン政権下のミクロネシア政策2――「北マリアナ諸島連邦制定のための規約」を中心に」『清和法学研究』12巻1号（2005年）
- 「覇権国家スペインとミクロネシア――カルロス1世の時代を中心として」『清和法学研究』12号2巻（2005年）
- 「覇権国家スペインとミクロネシア（2）」『清和法学研究』13巻1号（2006年）
- 「レーガン政権下のミクロネシア政策（1） ―　自由連合協定政府間合意成立迄　―」『清和法学研究』13巻2号（2006年）
- 「レーガン政権下のミクロネシア政策（2） ―　自由連合体制の成立　―」『清和法学研究』14巻1号（2007年）
- 「アメリカ太平洋戦略の起源」『清和法学研究』15巻1号（2008年）
- 「国際政治と女性　ガートルード・ベルとコンドリーザ・ライス」『清和研究論集』14号（2008年）
- 「アメリカのミクロネシア政策　1945〜1947——国際連合での動きを中心として——」『清和法学研究』第17巻1号（2010年）

### 共著
- 赤木完爾・小此木政夫編『冷戦期の国際政治』（慶應通信, 1987年）
- 日本法政学会創立五十周年記念論文集編集委員会編『現代政治学の課題』（成文堂, 2006年）